# Fahriansyah
Fahriansyah (ur. 26 listopada 1987) – indonezyjski zapaśnik w stylu wolnym.
Zajął piętnaste miejsce na igrzyskach azjatyckich w 2010; jedenaste w 2014 i osiemnaste w 2018. Jedenasty na mistrzostwach Azji w 2009. Złoty medalista igrzysk Azji Południowo-Wschodniej w 2007, 2009 i 2013; drugi w 2011 roku.
Absolwent State University of Jakarta w Dżakarcie.